# Assassinato do capelão da esquadra de São Vicente
O assassinato do capelão da esquadra de São Vicente foi um crime cometido em São Paulo. Segundo o historiador Leonardo Arroyo, o crime teria sido o primeiro, ou um dos primeiros, a ocorrer na, então, vila de São Paulo.

## História
Em 1583, quando a esquadra do navegador espanhol Diogo Flores de Valdés deixou o litoral de Santa Catarina, com destino ao Estreito de Magalhães, uma tempestade lançou a esquadra para São Vicente, onde esta aportou. Lá chegando, o capelão da esquadra seguiu para São Paulo acompanhado de dois auxiliares, durante o caminho pediu esmola ao soldado Pedro Dias, o Coxo, que se recusa a lhe dar dinheiro e o ofende. Visto isso o frade ameaça o soldado com o castigo de Deus. No dia seguinte, ao avistar o frade a caminho da ermida da Luz (no hoje bairro da Luz) o soldado novamente o xinga e o mata a punhaladas. Esse teria sido o primeiro assassinato registrado na cidade de São Paulo.